# Птицы (фильм, 1963)
«Пти́цы» (англ. The Birds) (1963) — триллер режиссёра Альфреда Хичкока с Родом Тейлором, Типпи Хедрен, Джессикой Тэнди, Сюзанн Плешетт и Вероникой Картрайт в главных ролях, вольная экранизация одноимённого рассказа Дафны Дюморье (1952), посвящённого серии внезапных и необъяснимых жестоких нападений птиц на жителей поселения Бодега-Бей, Калифорния, в течение нескольких дней. Сценарий написан Эваном Хантером, которому Хичкок посоветовал разработать новых персонажей и более сложный сюжет, сохранив при этом оригинальное название произведения и концепцию необъяснимых нападений птиц. В жанровом отношении картина также сочетает элементы триллера, апокалиптического фильма-катастрофы и традиционной мелодрамы.
После того как фильм был показан по каналу «NBC-TV» в 1968 году, он стал самой рейтинговой картиной на телевидении на момент премьеры, сохраняя рекорд на протяжении 4 лет. Хедрен, для которой роль стала дебютом в большом кино, удостоилась премии «Золотой глобус» в соответствующей номинации. Картина также номинировалась на «Оскар» за лучшие визуальные эффекты.
В 2016 году внесён в Национальный реестр фильмов США, как обладающий «культурным, историческим или эстетическим значением».
По версии Американского института кино картина занимает 7-е место в списке 100 остросюжетных фильмов.

## Сюжет
Как и в случае с предыдущим фильмом режиссёра, «Психо», ничто не подготавливает зрителя к необъяснимым событиям, составляющим основное содержание фильма.
Начало 1960-х. Сан-Франциско, штат Калифорния. Мелани Дэниелз (Типпи Хедрен), очаровательная и несколько самодовольная светская львица, знакомится в зоомагазине с Митчем Бреннером (Род Тейлор), молодым адвокатом, который хочет купить попугаев-неразлучников на 11-летие своей сестры Кэти. Узнав Мелани по её явке в суд по поводу пошедшей наперекосяк шутки, Митч делает вид, что принимает её за работника магазина, и проверяет знания девушки о птицах, но она терпит неудачу. Он раскрывает, что знал о ней раньше, и что его уловка была направлена на то, чтобы заставить её понять, каково это — находиться на другом конце шутки. Митч уходит, ничего не купив. Его холодность не отталкивает её — найдя мужчину привлекательным и желая исправить оплошность, Мелани покупает птичек и едет в поселение Бодега-Бей в заливе Бодега, узнав, что Митч отправился туда на выходные на семейную ферму.
Мелани едет к местной учительнице, Энни Хейворт (Сюзанн Плешетт), дабы узнать имя сестры Митча. Женщина рассказывает ей о том, что встречалась с Митчем, но прекратила отношения из-за холодной и властной миссис Лидии Бреннер (Джессика Тэнди), очень ревнивой в отношении к сыну и полной собственнических чувств.
В посёлке Мелани арендует лодку и пересекает залив, чтобы незаметно оставить неразлучников на ферме Бреннеров. Митч замечает Мелани во время её отступления и едет в город, чтобы встретить девушку на пристани. Приближаясь туда, она подвергается нападению чайки, ударившей её в голову. Митч лечит рану в кафе. Прибывшей миссис Лидии Бреннер сын объявляет, что приглашает Мелани на обед. Мелани возвращается к Энни и снимает у той комнату.
На ферме птенцы Лидии внезапно отказываются от еды. Миссис Бреннер выражает своё неодобрение Мелани Митчу из-за её преувеличенной репутации, о которой сообщалось в колонках сплетен — в Риме та якобы прыгнула нагишом в фонтан. Мелани развеивает слухи газеты, конкурирующей с издательством её отца. Мелани возвращается к Энни. Митч звонит Мелани и приглашает её на день рождения сестры. Вскоре после этого в дверь Энни раздаётся резкий стук. На пороге оказывается мёртвая чайка.
На следующий день во время празднования 11-го дня рождения Кэти (Вероника Картрайт), проводящемся на свежем воздухе, Мелани конфиденциально рассказывает Митчу о своём беспокойном прошлом и о том, как её мать сбежала с другим мужчиной, когда она была ровесницей Кэти. Во время игры на детей нападают чайки, а вечером сотни воробьёв врываются в дом через каминную трубу. Митч настаивает на том, чтобы Мелани отложила возвращение в Сан-Франциско и осталась на ночь.
На следующие утро миссис Бреннер едет навестить соседа-фермера Дэна Фоссета, дабы выяснить, почему птенцы отказываются от еды, находит его с выклеванными глазами в разрушенной комнате с несколькими трупами птиц, и, потеряв дар речи, быстро возвращается домой, но не сообщает об увиденном. Придя в себя, она, не скрывая, показывает Мелани свою материнскую уязвимость и опасается за безопасность дочери; девушка предлагает забрать её из школы. Когда Мелани становится свидетелем угрожающего скопления ворон на школьном дворе, постепенно происходившего за её спиной, она вместе с Энни выводят детей из здания под видом репетиции пожарной тревоги; птицы ранят нескольких учеников.
Мелани с несколькими детьми спасаются в ресторанчике, где девушка звонит отцу. Орнитолог миссис Банди (Этель Гриффис) не верит, что птицы могли напасть на людей, начинается обсуждение между мужчиной, цитирующим Библию о конце света, рыбаком Себастьяном, лодку которого атаковали птицы, и посетителем, считающим, что нужно перестрелять всех пернатых. Вскоре приходит Митч. Птицы нападают на заправщика бензоколонки, Митч с несколькими мужчинами помогают ему. Пролитый бензин воспламеняется от спички прикуривающего сигару жителя, не услышавшего предупреждения, вызывая взрыв. Во время нарастания огня Мелани и другие выбегают наружу, начинается паника. Спасаясь от чаек, девушка укрывается в телефонной будке, Митч спасает её, и они возвращаются в заведение. Обезумевшая женщина обвиняет Мелани в нападениях, утверждая, что они начались с её прибытия. Они идут в дом Энни за Кэти и обнаруживают тело заклёванной воронами учительницы, пытавшуюся защитить девочку, у порога дома. Мелани останавливает Митча от броска камнем, тот накрывает тело убитой Энни пиджаком, бережно поднимает её и уносит в дом.
Вечером Мелани и Бреннеры заколачивают досками и баррикадируют окна в доме. Вскоре взбудораженные птицы начинают атаку, с размаху ударяясь о стены, двери и окна. Митч подкидывает дрова в камин и, закрывая одну из ставень, оказывается ранен. Перебинтовав руку, он заколачивает входную дверь. После отключения электричества на время наступает затишье. Мелани, услышав странные звуки на чердаке, поднимается выяснить их источник. Там оказывается полным-полно пернатых, которые набрасываются на неё, не давая открыть дверь; она теряет сознание. Митч приходит ей на помощь. Мелани оказывается тяжело ранена и психологически травмирована. Митч настаивает, чтобы они все поехали в Сан-Франциско, чтобы отвезти её в больницу. Пока Митч, осторожно пройдя через успокоившихся птиц, готовит кабриолет девушки к побегу, грозное море птиц собирается вокруг дома. Автомобильное радио сообщает о нападениях на близлежащие населённые пункты, такие как Себастопол и Санта-Роза, ведётся обсуждение о вмешательстве военных. Митч и Мелани выходят на крыльцо. Пространство между домом и гаражом и дальше, куда хватает глаз, заполнено сотнями пернатых, Лидия и сын проводят Мелани к машине. Митч разрешает Кэти забрать неразлучников, единственных птиц, не проявляющих агрессии. Они медленно уезжают, вокруг зловеще сидят тысячи ворон и чаек.

## В ролях
- Типпи Хедрен — Мелани Дэниелз
- Род Тейлор — Митч Бреннер
- Джессика Тэнди — Лидия Бреннер
- Сюзанн Плешетт — Энни Хейворт
- Вероника Картрайт — Кэти Бреннер
- Этель Гриффис — миссис Банди
- Рут Макдевитт — миссис МакГрудер

Альфред Хичкок сыграл камео в роли мужчины, выходящего из зоомагазина с двумя терьерами

## Работа над фильмом

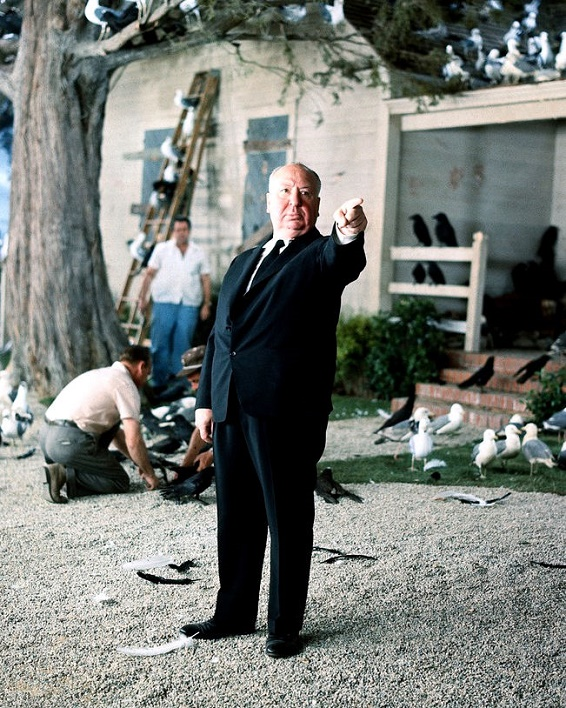
Хичкок на съёмках картины.

В 1961 году город Капитола в штате Калифорния был атакован сотнями серых буревестников, которые нападали на прохожих и врезались в окна и стены домов. Изменение в поведении этих птиц было якобы вызвано отравлением токсинами моллюсков. Сообщения об этом инциденте вдохновили Хичкока на создание фильма. По другим данным, однажды в сан-францискской газете появилась заметка о том, как вороны атаковали ягнят как раз в той местности, где потом проводились съёмки. Хичкок побеседовал с фермером-свидетелем этого происшествия, и так у него зародилась идея будущего фильма. Он предложил написать сценарий Джозефу Стефано, с которым работал над «Психо», но тот не проявил интереса к рассказу Дюморье.

Я умышленно начал фильм с поведения лёгкого, повседневного и малозначительного. В отношении титров мне пришлось пойти на компромисс, сделав их зловещими. Мне хотелось использовать очень лёгкие и простые китайские изображения птиц — миниатюрные, изящные рисунки. Я отказался от этой идеи, предчувствуя, что зритель потеряет терпение и начнёт спрашивать: «Ну и когда же нагрянут птицы?» Посему я время от времени поддразниваю зрителя, показывая птичку рядом с дверью, птиц на телеграфных проводах, пташку, которая клюнула девушку. Мне представляется, что важнее всего узнать этих людей, особенно мать, ведь она тут ключевая фигура. Нам придётся подождать, чтобы впитать атмосферу перед тем, как появятся птицы. Напоминаю, что это фантазия. Но всё вокруг предельно реалистично — и топография, и декорации, и люди. Ну и птицы должны были быть самыми обыденными — ни в коем случае не ястребами, не дикими птицами.Оригинальный текст (англ.)I deliberately started off with light, ordinary, inconsequential behavior. I even compromised by the nature of the opening titles, making them ominous. I wanted to use very light, simple Chinese paintings of birds--delicate little drawings. I didn't because I felt people might get impatient, having seen the advertising campaign and ask, "When are the birds coming on?" That's why I give them a sock now and again--the bird against the door, bang! birds up on the wires, the bird that bites the girl. But I felt it was vital to get to know the people, the mother especially, she's the key figure. And we must take our time, get absorbed in the atmosphere before the birds come. Once more, it is fantasy. But everything had to be as real as possible, the surroundings, the settings, the people. And the birds themselves had to be domestic birds--no vultures, no wild birds of any kind. — Альфред Хичкок
Во время работы над фильмом режиссёр стремился выявить параллели между людьми и птицами. В первой части фильма люди держат птиц в клетках, во второй — птицы запирают их в клетках автомобилей и домов. Отмечается даже сходство с птичьими некоторых жестов героев (особенно героини Типпи Хедрен).
Переработку рассказа в сценарий фильма предполагалось поручить Рэю Брэдбери. Однако из-за работы над другим проектом Хичкока он не смог заняться «Птицами». Брэдбери остался крайне недоволен результатом: «Фильм полон дыр. Он слишком длинный. Я часто думаю, что бы случилось, если бы я писал сценарий. Концовка фильма, каким мы его знаем, получилась крайне неудачной». В сценарии Энни Хэйворт до самого финала пребывала в доме Митча, а потом поднялась на чердак и стала жертвой последней атаки.
Хичкок рассказывал Франсуа Трюффо: «Меня правдоподобие не занимает совершенно; его-то как раз добиться легче всего — ради чего тут копья ломать? Помните ту длинную сцену в „Птицах“ с обсуждением птичьих повадок? Среди персонажей там была женщина — специалистка по этим вопросам, орнитолог. Она оказалась там по чистой случайности! Разумеется, я мог бы подмонтировать тройку эпизодов для обоснования её присутствия, но кому же это интересно!».

## Интерпретации
С момента выхода фильма не утихают споры о якобы зашифрованных в нём смыслах. В газетной рекламе фильма среди прочего от имени режиссёра было написано: «…На этот раз, однако, кроме удовольствия, предлагается серьёзная тема. В фильме „Птицы“ за фасадом шока и саспенса скрывается страшная идея. Когда вы её поймете, ваше удовольствие более чем удвоится». Сам Хичкок назвал «Птицы» фильмом о самодовольстве (complacency), видимо, намекая на излишнюю самоуверенность главной героини, которая убеждена, что всё окружающее находится у неё под контролем. Отталкиваясь от этой ремарки, высказывались мнения, что нападения птиц носят характер возмездия героям фильма (или людям в целом) за гордыню либо иные прегрешения. Известный кинокритик Жак Лурселль перечисляет некоторые версии:
«Апокалипсис, Страшный суд (гипотеза, поддержанная Хичкоком в его интервью Питеру Богдановичу „Кинематограф Алфреда Хичкока“), библейская казнь, которой подвергает человека гневный и мстительный бог — все толкования происходящего должны оставаться открытыми и при этом как можно больше запутывать зрителя, чтобы все нравственные и метафизические вопросы, поднятые в десятках предыдущих фильмов Хичкока, смогли вновь подняться на поверхность и вновь блеснуть с небывало ощутимой и впечатляющей силой»).
Известный исследователь творчества Хичкока, Робин Вуд, в своей книге «Фильмы Хичкока» разбирает различные варианты интерпретации фильма. Он отметает версии экологическую (птицы мстят людям за зло, которое те им причинили) и эсхатологическую (божественное возмездие за грехи людей) по той причине, что в фильме подчёркивается безадресность нападений, ибо птицы нападают на всех подряд, в том числе на маленьких детей. По мнению исследователя, путём введения в фильм фантастического элемента Хичкок стремится продемонстрировать «непрочность, полнейшую бессмысленность» человеческой жизни:

Птицы — вещественное воплощение случайного и непредсказуемого, всего того, что вносит неуверенность в жизнь людей и их взаимоотношения, это напоминание о хрупкости и нестабильности, которые нельзя ни избежать, ни проигнорировать, и, далее, намёк на возможность того, что вся жизнь лишена смысла и абсурдна.Оригинальный текст (англ.)The birds... are a concrete embodiment of the arbitrary and unpredictable, of whatever makes human life and human relationships precarious, a reminder of fragility and instability that cannot be ignored or evaded, and beyond that, of the possibility that life is meaningless and absurd.
Славой Жижек в своей работе «Киногид извращенца» приводит психоаналитическое объяснение: нападения птиц олицетворяют вытесненные кровосмесительные желания матери Митча, её безотчётную тревогу, вызванную вторжением в размеренную жизнь её дома самоуверенной девушки, опасение того, что она заберёт у неё сына. Появление Мелани в доме у озера пробуждает все вытесненные из сознания матери тревоги и фобии: боязнь неопределённости, покинутости, одиночества, наконец, просто ревность. Чем ближе сходятся Митч и Мелани, тем более неистовыми становятся нападения птиц. В конце фильма мать утешает Мелани и помогает забинтовать её раны, словно бы примирившись с выбором сына.
Жижек отмечает, что мотив птиц нарастает в творчестве Хичкока от фильма «К северу через северо-запад» (нападение на главного героя «стальной птицы» — самолёта) через «Психо» (многочисленные чучела птиц, к которым приравнивается и покойная мать главного героя) к «Птицам». Он трактует ужасающие образы птиц в этих фильмах как воплощение неразрешённого напряжения в семейных отношениях и сравнивает их с чумой, свирепствующей в Фивах «Царя Эдипа». Чума и птицы, по Жижеку, олицетворяют глубинный непорядок в семейных отношениях: фигура властного отца уступает место материнскому суперэго, злобному и деспотичному, блокирующему нормальную половую жизнь сына.

Как олицетворение сексуальной неудовлетворённости, божественного возмездия, хаотической бессмыслицы, метафизической инверсии и ноющего чувства вины — созданный Хичкоком образ птиц по многослойности и динамичности смыслов не уступит Моби Дику Мелвилла.— Дэйв Кер
Некоторые кинокритики посчитали, что фильм претенциозный, в стиле «французской новой волны», финал фильма оставляет неясной не только причину нападения птиц, но и судьбу главных героев. Критик из журнала «Тайм» писал: «Мастер, творя по своим незамысловатым принципам нагнетания ужаса и страха, стал претендовать на новый взгляд, который едва ли можно назвать Nouvelle Vague».

## Звуковая сторона фильма
Хичкок отказался от использования музыки в этом фильме. В начальных титрах стилизованные изображения беспорядочно перелетающих птиц сопровождают электронные, полые звуки, которые механически имитируют воркование птиц; с ними перемешаны и реальные звуки пернатых. Избранное им звуковое сопровождение Хичкок описывал как какой-то «монотонный глухой шум… странный искусственный звук, словно на своём языке птицы говорят нам: „Мы ещё не готовы напасть, но мы готовимся к этому. Мы подобны мотору, который заводится и может стартануть в любую минуту“».

## Награды
- 1964 — премия «Золотой глобус» за Лучший дебют актрисы (Типпи Хедрен) (вместе с Урсулой Андресс («Доктор Ноу») и Эльке Зоммер («Нобелевская премия»)))

### Номинации
- 1964 — «Оскар» за Лучшие спецэффекты (Аб Айверкс)
- 1964 — Премия Эдгара Аллана По за Лучший художественный фильм (Эван Хантер)